# Мембранная сепарация
Мембранные технологии — технологии разделения жидких и газообразных смесей
Наименьшим элементом системы является мембранный элемент.
Принцип мембранной сепарации основывается на извлечении растворенных веществ при прохождении через мембрану, что влечет разность концентраций этих примесей по обе стороны мембраны. После контакта с мембраной исходная смесь разделяется на два продукта: концентрат (ретант), обогащенный растворенным веществом, и фильтрат (пермеат).

## История
Первые прообразы мембран были упомянуты в трудах аббата и ученого Жана Антуана Нолле.
Впервые для разделения смесей мембраны были использованы Рене Дютроше.
В дальнейшем развитие теории мембранного разделения продолжилось в трудах Томаса Грэма, Вильгельма Пфеффера, Вант-Гоффа, Альберта Эйнштейна и др.
Промышленное применение мембранных методов разделения газов в СССР началось в 40-50 годах 20 века. В этот момент началось создание технологии обогащения урана, причем мембранные газодиффузионные установки получения урана, обогащенного изотопом-235, были созданы и выпущены в очень короткие сроки.